# Jakub Kunvaldský
Jakub Kunvaldský (1528 Kunín nebo Kunvald – kolem 1578) neboli Jakub Zežula (Zezhula) byl evangelický duchovní, pedagog a vydavatel kancionálů.
Nejprve byl českým bratrem, později však odpadl a stal se knězem pod ochranou olomouckého biskupa. Poté vykonával úřad utrakvistického faráře v Přerově, ostatní bratři ho zde však popisovali jako marnotratníka a opilce. V letech 1572–1578 působil na panství Karla ze Žerotína († 1600) ve Starém Jičíně jako luteránský farář. S podporou vrchnosti na severovýchodní Moravě šířil učení německého teologa Martina Luthera.
Je vydavatelem kancionálu Písně chval božských (1572, Olomouc), který obsahuje světské písně a i novou verzi husitského chorálu Ktož jsú boží bojovníci. Roku 1576 tento kancionál vydal znovu pod názvem Nešpor český s doplněnými nešpory ze žalmů sv. Davida. Dále ještě vydal kancionál jménem Písně na některé historie Starého i Nového zákona. Své skladby věnoval Kunvaldský své rodině, přátelům či souvěrcům.